# Guangzhou Fortune Center
Le Guangzhou Fortune Center est un gratte-ciel de 309 mètres construit en 2015 Guangzhou en Chine.